# Platymantis pelewensis
Platymantis pelewensis là một loài ếch trong họ Ranidae. Chúng là loài đặc hữu của Palau.
Các môi trường sống tự nhiên của chúng là rừng khô nhiệt đới hoặc cận nhiệt đới, rừng ẩm vùng đất thấp nhiệt đới hoặc cận nhiệt đới, rừng sú vẹt nhiệt đới hoặc cận nhiệt đới, xavan khô, xavan ẩm, vùng đất có cây bụi nhiệt đới hoặc cận nhiệt đới, vùng cây bụi ẩm khu vực nhiệt đới hoặc cận nhiệt đới, vùng nhiều đá, hang, các đồn điền, vườn nông thôn, các vùng đô thị, rừng trước đây suy thoái nghiêm trọng, và man-made carxtơ.